# Davison megye
Davison megye az Amerikai Egyesült Államokban, azon belül Dél-Dakota államban található. Megyeszékhelye és legnagyobb városa Mitchell. Lakosainak száma 19 956 fő (2020. április 1.). Davison megye Sanborn, Hanson, Hutchinson, Douglas és Aurora megyékkel határos.

## Népesség
A megye népességének változása:
| Lakosok száma | 19 521 | 19 603 | 19 787 | 19 823 | 19 858 | 19 956 |
|               | 2010   | 2011   | 2012   | 2013   | 2015   | 2020   |